# Упнинкай
Упнинкай — деревня в Ионавском районе Каунасского уезда в центральной Литве.

## География
Деревня расположена в 12 км к востоку от Ионавы, на левом берегу реки Швянтойи. Имеются автодороги на Ионаву и Муснинки.

## История
Упнинкай впервые упоминается в 1442 году в завещании Кристина Остика, который был первым известным лордом этих земель. Его сын Радзивилл построил там первую церковь, предположительно до 1477 года. В 17 веке Упнинкай конкурировал за торговлю и влияние с городом Укмерге. В 1842 году весь Упникай, имевший тогда статус небольшого города, сгорел дотла. После восстановления в Упникае функционировали отделения стрелковых и молодежных организаций. С 1944 года в  районе деревни действовал взвод литовских партизан «Гениос» (в 1945 г. разделился на 5 взводов). В 1945 и 1951 годах было депортировано 7 жителей Упнинкая. Во время советской власти Упнинкай был центром района. Герб Упнинкая утвержден в 2008 году.

## Население
Согласно переписи 1923 года, в Упнинкае проживало 75 человек. С 1970 по 1979 год население выросло более чем в десять раз, увеличившись с 67 до 847 человек.По данным на 2001 год в деревне проживало 1 019 человек, а по данным на 2021 год население сократилось до 641 человека.

## Социальная инфраструктура
В деревне находятся церковь Архангела Михаила (построена в 1845 г.), почта, амбулатория, начальная школа, детский сад, дом культуры, библиотека. Недалеко находится Упнинкайский ботанический заповедник.

## Внешние ссылки
Упнинкай на Викимапии